# 광둥성 (중화민국)

광둥 성의 위치

광둥성(중국어: 廣東省, 한국어: 광동성)은 1912년부터 1950년까지 존재했던 중화민국의 성으로 성도는 광저우이며 면적은 218,511km2이다. 15개 행정독찰구 하에 2개 시, 84개 현을 관할했다. 동쪽으로는 푸젠 성, 북쪽으로는 장시 성과 후난 성, 서쪽으로는 광시 성과 베트남, 남쪽으로는 충저우 해협을 경계로 하이난 특별행정구와 접하고 있었다.